# سکرات (استان بلاگووگراد)
سکرات (به بلغاری: Skrat) یک منطقهٔ مسکونی در بلغارستان است که در شهرستان پتریچ واقع شده‌است.